# Търкс и Кайкос
Търкс и Кайкос или Търкс и Кейкос (на английски: Turks and Caicos Islands) e задморска територия на Великобритания, за която Великобритания е запазила пълномощията си по въпросите на отбраната и международните отношения.

## География
Островите Търкс и Кайкос са разположени в западната част на Атлантическия океан, в югоизточната част на Бахамските острови, на 144 km северно от остров Еспаньола. Общата им площ е 497 km² и включва 30 острова, от които само на 8 има постоянно население. Дължината на бреговата им линия е 370 km. Територията включва 2 групи острови: Кайкос (460 km²) и Търкс (37 km²). Към първата група се отнасят островите: Мидъл Кайкос (144 km²), Северен Кайкос (116 km²), Провидансиал (98 km²), Източен Кайкос (91 km²), Южен Кайкос (21 km²), а към втората – островите Гранд Терк (18 km²), на който е разположен административния център на територията град Кокбърн Таун и Солт Кей (7 km²). Максималната им височина е 49 m. Климатът е тропичен, пасатен.

## История
- 1512 г. – открити от испанския мореплавател Хуан Понсе де Леон (били са безлюдни);
- в края на ХVII в. – заселват се колонисти от Бермудските острови, които довеждат и негри-роби;
- от 1766 г. – владение на Великобритания;
- 1874 – 1962 г. – влизат в състава на Ямайка;
- 1959 г. – колонията получава вътрешно самоуправление.

## Население
Населението към (2012 г.) е 49 хил. жители. Гъстота – 80 жит. на кв. км. Етнически населението е съставено от 88% чернокожи, 8% бели, а останалите са мелези.
Официален език е английският, но се използва и местен диалект на английския.
Административен център и столица – Кокбърн Таун – 3,5 хил. жит.

## Държавно устройство
Островите се управляват от изпълнителен министерски съвет, назначаван измежду избраните членове на Законодателния съвет. Изпълнителният министерски съвет, възглавяван от губернатор, включва министър-председател и 4-ма министри.
Системата на управление е еднокамарна. Законодателният съвет има 20 членове, 13 от които се избират на общи избори всеки 4 г., а останалите 7-ина, включително губернаторът, заемат своите места съгласно техните длъжности. Правовата система е основана на английското общо право и на някои стари закони на Бахамските острови и Ямайка, изменени на местно ниво.

## Икономика
Основно – обслужване на чуждестранни туристи. Селско стопанство – бобови, царевица, плодове и зеленчуци. Развит е риболовът (1.6 хил. т. риба годишно и 1000 т. лангусти). Няколко рибо-консервни предприятия.

## Текущи събития
През 2008 г., по време на рутинен преглед на администрацията на острова от британския парламент, са получени съобщения за корупция сред служители от най-високо ниво на местното правителство, което накарва губернатора Ричард Товер да назначи специална комисия за разследване. През същата година премиерът Майкъл Мисик е обвинен в изнасилване на американски турист. В резултат на това местното правителство става временно затворено на 16 март 2009 г., а на 18 март Елизабет II издава кралски указ, позволяващ на новия губернатор Гордън Уедъръл да отмени части от конституцията от 2006 г. и сам да управлява отвъдморската територия.
На 15 октомври 2012 г. влезе в сила нова конституция, приета през юли 2011 г., с която се прекратява тригодишното пряко управление на временната британска администрация.